# Kutry rakietowe projektu 206MR
Kutry rakietowe projektu 206MR – seria kutrów rakietowych konstrukcji radzieckiej z końcowego okresu zimnej wojny. Nosiły niejawną nazwę kodową typu Wichr, a w kodzie NATO oznaczone były jako Matka. Budowane były na przełomie lat 70. i 80. dla marynarki ZSRR. 

## Historia
Kutry rakietowe projektu 206MR były następcami licznie produkowanych kutrów rakietowych projektu 205 (w kodzie NATO: Osa), z ulepszonym uzbrojeniem rakietowym oraz znacznie wzmocnionym uzbrojeniem artyleryjskim, kosztem zmniejszenia o połowę wyrzutni rakiet. Odróżniały się konstrukcyjnie układem wodolotu, z płytko zanurzonymi płatami tylko w części dziobowej. Dziobowe płaty nośne przetestowano najpierw na doświadczalnym kutrze rakietowym projektu 205E z 1963 roku, a następnie doświadczenia wykorzystano w kutrach torpedowych-wodolotach projektu 206M (które były rozwinięciem kutrów torpedowych projektu 206, opracowanych z kolei na pomniejszonym kadłubie kutrów rakietowych projektu 205). Kutry torpedowe projektu 206M (w kodzie NATO: Turya) były pierwszymi radzieckimi małymi okrętami uderzeniowymi z silnym uzbrojeniem artyleryjskim w postaci armat 57 mm AK-725. Prace nad kutrem rakietowym na podwodnych skrzydłach projektu 206MR (nazwa kodowa Wichr – Вихр) rozpoczęto w biurze konstrukcyjnym CMKB „Ałmaz” w 1973 roku, pod kierunkiem A. Gorodianko. W porównaniu z kutrem torpedowym, obok zmiany głównego uzbrojenia na dwie wyrzutnie pocisków woda-woda, zastosowano nowszą i skuteczniejszą armatę uniwersalną kalibru 76 mm AK-176 w wieży na dziobie, zamiast na rufie, co wymagało przekomponowania nadbudówek. W stosunku do poprzednich kutrów rakietowych, zastosowano też znacznie ulepszone zmodernizowane pociski P-15M. W kodzie NATO projekt 206MR otrzymał oznaczenie Matka.
Kutry budowała Stocznia Środkowonewska (Sriednie-Niewskij Sudostroitielnyj Zawod) w Lenigradzie, a pierwszy z nich R-27, o numerze budowy 241, ukończono w 1977 roku. Zbudowano ich ogółem 12, o numerach budowy do 252, z tym że jeden R-44 (nr 242) następnie przebudowano jako okręt doświadczalnego projektu 2066 dla prób nowych małogabarytowych pocisków Uran. Ostatnie weszły do służby w 1983 roku. Nie budowano większej serii, gdyż w latach 70. opracowano równolegle typ dużego kutra rakietowego, z armatą kalibru 76 mm i czterema wyrzutniami pocisków P-15M, a docelowo Moskit – projektu 1241. 

## Służba
Kutry projektu 206MR wchodziły do służby w Marynarce Wojennej ZSRR w latach 1977–83. Sześć z nich weszło w skład Floty Bałtyckiej (R-25, R-27, R-30, R-50, R-221, R-254), a pięć oraz okręt proj. 2066 w skład Floty Czarnomorskiej (R-15, R-251, R-260, R-262, R-265 i R-44). 
Po rozpadzie ZSRR, wszystkie pięć okrętów projektu 206RE Floty Czarnomorskiej zostało w latach 1996–97 przekazanych Ukrainie, z czego jeden trafił ostatecznie w 1999 roku do Gruzji („Tbilisi”, eks R-15).  Pozostałe okręty zostały przejęte przez Rosję. W 1998 roku pięć okrętów z Bałtyku przeniesiono do Flotylli Kaspijskiej.